# Château du Bois-Robert
Le château du Bois-Robert est un château français situé à Préaux, dans le département de la Mayenne et la région des Pays de la Loire.  

## Histoire
Il s'agit à l'origine d'une simple métairie, que René de Saint-Remy, écuyer, seigneur du Pin, acquit le 30 octobre 1596 de Pierre de Chantepie, sieur du Bu. Un de ses successeurs y fit construire un pavillon, pied-à-terre pour de rares visites. 
Le château et son entourage est l'œuvre de Louis de Berset (1850). Au XIXe siècle, l'abbé Angot indique que « les serres de plantes rares et de palmiers superbes étaient les plus belles du pays ». 
Louis de Berset avait acquis une partie de la bibliothèque du château de Rosny. Il y avait là une collection rare d'ouvrages illustrés,.

## Sources et bibliographie
- « Château du Bois-Robert », dans Alphonse-Victor Angot et Ferdinand Gaugain, Dictionnaire historique, topographique et biographique de la Mayenne, Laval, A. Goupil, 1900-1910 [détail des éditions] (BNF 34106789, présentation en ligne)